# Nodari Bandzeladze
Nodari Ambrosievich Bandzeladze (del ruso: Нодари Амбросиевич Бандзеладзе) fue un escultor georgiano, nacido el año 1937, en el distrito Tsqaltubo de la región de Imericia (Georgia) y fallecido el año 2000. 
Fue miembro de la Unión de Artistas de la Unión Soviética desde 1967. Laureado con diferentes premios como el Premio Estatal de Georgia, Premio Estatal Hamza de la URSS y  Artista de Honor de Uzbekistán.